# 1930-as magyar birkózóbajnokság
Az 1930-as magyar birkózóbajnokság a huszonnegyedik magyar bajnokság volt. A bajnokságot október 18. és 19. között rendezték meg Budapesten, a Beketow Cirkuszban (az alsó súlycsoportok előmérkőzéseit az Angol Park Sportarénában).

## Eredmények
| Versenyszám   | Arany                         | Arany | Ezüst                             | Ezüst | Bronz                            | Bronz |
| ------------- | ----------------------------- | ----- | --------------------------------- | ----- | -------------------------------- | ----- |
| Légsúly       | Szekfü László Kaposvári Turul |       | Jakob Brendel ASC Sandow Nürnberg |       | Imrik Károly Újpesti TE          |       |
| Pehelysúly    | Fehér Jenő Ferencvárosi TC    |       | Galambos József BVSC              |       | Szalai József Herminamezei AC    |       |
| Könnyűsúly    | Kárpáti Károly Újpesti TE     |       | dr. Ambrus Pál MAC                |       | Beke Imre Újpesti TE             |       |
| Kisközépsúly  | Surányi Imre MTK              |       | Finyák Sándor Újpesti TE          |       | Josef Hamper ASC Sandow Nürnberg |       |
| Nagyközépsúly | dr. Papp László MAC           |       | Tunyogi József Ferencvárosi TC    |       | Matuska János Törekvés SE        |       |
| Kisnehézsúly  | Szalay Imre Munkás TE         |       | Adorján László MAC                |       | Orgovány Mihály Újpesti TE       |       |
| Nehézsúly     | Badó Rajmund Ferencvárosi TC  |       | Nikolaus Hirschl Hakoah Wien      |       | Varga József BSzKRt SE           |       |